# Трип-хоп
Трип хоп (известен също като Бристъл саунд или Бристъл ейсид рап) е музикален стил, възникнал в началото на 90-те в Бристъл, Англия.
Създава усещане за музикално пътуване, като термина trip е свързан и произлязъл от употребата на предимно психеделеци с рекреативна цел. Възниква от даунтемпото, брейкбийта, ейсид джаза, регето, и психеделик музиката в британската хип-хоп и хаус сцена.
В повечето случаи темпото на трип-хоп парчетата е бавно. Най-голямо значение за звученето има бийта, който е силен и дълбок, но доста приглушен. Той е умело миксиран с ритмични мелодии, семпли на инструменти и различни шумове. Вокалите са предимно женски, много често срещано е и мъжкото рапиране. В някои от парчетата се чувства меланхолия, отчужденост от света, усещане за обреченост.
Сред най-известните групи са Масив Атак, Портисхед, Трики, Молоко, Бьорк, Thievery Corporation, Горилаз, Lamb и Morcheeba.